# Ivo Schönberner
Ivo Schönberner (Hoyerswerda, 24 luglio 1991) è un ex giocatore di football americano tedesco che ha giocato come fullback.

## Palmarès
- 1 Europeo (2014)
- 1 EFL Bowl (Frankfurt Universe, 2016)